# František Straka
František Straka (* 28. Mai 1958 in České Budějovice) ist ein ehemaliger tschechischer Fußballspieler und jetziger Fußballtrainer.

## Spielerkarriere
Straka begann mit dem Fußballspielen im Alter von acht Jahren bei Dynamo Budweis. Seinen Wehrdienst absolvierte er in Tachov, anschließend wechselte der Abwehrspieler zu Sparta Prag.
Nach 223 Erstligaspielen für Sparta ging Straka 1988 in die Bundesrepublik Deutschland und schloss sich Borussia Mönchengladbach an. Für die Borussia bestritt der Verteidiger 81 Spiele, sein einziges Tor erzielte er am 28. Spieltag 1988/89 beim 2:0 gegen Bayer 05 Uerdingen.
Nach drei Jahren in Mönchengladbach wechselte der Tscheche im Sommer 1991 zu Hansa Rostock. Er bestritt 1991/92 34 Saisonspiele, ohne allerdings ein Tor zu erzielen.
Anschließend wurde Straka vom damaligen Zweitligisten Wuppertaler SV verpflichtet, mit dem er 1994 den Gang in die Regionalliga antrat. 1996 wechselte der damals schon 38-jährige Straka zum SCB Preußen Köln in die Oberliga Nordrhein. Die Mannschaft stieg ab, und nach der Verbandsligasaison 1997/98, in der Preußen Köln der Wiederaufstieg gelang, beendete Straka seine Karriere.

## Nationalmannschaft
Von 1983 bis 1990 spielte Straka 35 Mal für die tschechoslowakische Nationalmannschaft. Er nahm an der Weltmeisterschaft 1990 teil.

## Trainerkarriere
Strakas erste Station als Trainer war von Juli 1999 bis November 2001 der Wuppertaler SV. In der Saison 1999/00 führte er die Mannschaft zwar zur Meisterschaft in der Oberliga Nordrhein, der Aufstieg blieb dem Team jedoch verwehrt. In der Spielzeit 00/01 wurde der WSV Zweiter hinter den punktgleichen Amateuren von Bayer Leverkusen.
Im Sommer 2002 kehrte Straka nach Tschechien zurück und übernahm den Posten des Co-Trainers beim FK Teplice. Nach nur einem Sieg aus fünf Spielen wurde Anfang September 2002 Cheftrainer František Cipro entlassen, und Straka übernahm die Mannschaft. Er führte sie vom vorletzten 15. auf den sechsten Platz.
Anfang April 2004 wurde Straka von Sparta Prag als Nachfolger des entlassenen Jiří Kotrba verpflichtet. Er führte die Mannschaft durch sechs Siege in sieben Spielen vom vierten noch auf den zweiten Platz. Obwohl er Sparta in der Saison 2004/05 mit neun Punkten Vorsprung zur Herbstmeisterschaft führte, wurde er dennoch entlassen. Grund waren die schlechten Leistungen in der Champions League. Sparta hatte in der Gruppenphase nur einen Punkt geholt.
Im März 2005 unterschrieb Straka beim damaligen Zweitligisten LR Ahlen. In der Saison 2004/05 bewahrte er die Mannschaft vor dem Abstieg in die Regionalliga. Er trat zurück, nachdem die Mannschaft in der folgenden Saison 2005/06 bis zum 25. Oktober 2005 keinen Sieg erringen konnte.
Im April 2006 wurde er von Viktoria Pilsen geholt, um die abstiegsgefährdete Mannschaft vor dem Fall in die 2. Liga zu retten. Dieses Vorhaben gelang mit einem sensationellen 3:1-Auswärtssieg am letzten Spieltag gegen seinen Ex-Klub Sparta Prag. Trotz der erfolgreichen Mission verlängerte Straka seinen Vertrag nicht und wechselte zum FC Wacker Tirol.
In Innsbruck begann Straka erfolgreich. Zwischenzeitlich hatte der FC Wacker sogar auf dem zweiten Tabellenplatz gestanden. In der Rückrunde erfolgte jedoch der totale Leistungseinbruch; Straka musste den Verein nach zwölf sieglosen Spielen verlassen.
Ende August 2007 ersetzte Straka beim Dynamo Budweis den entlassenen František Cipro. Die Mannschaft beendete die Saison 2007/08 ohne Abstiegssorgen auf Platz 13.
In der Saison 2008/09 trainierte Straka von Juli bis November den griechischen Klub OFI Kreta.
Vom 12. Mai 2009 bis 30. Juni 2009 trainierte Straka als Nachfolger von Petr Rada die tschechische Nationalmannschaft. Rada hatte nach den schwachen Vorstellungen seines Teams in der Qualifikation für die WM 2010 am 8. April 2009 seinen Hut nehmen müssen. In Strakas Amtszeit bestritt Tschechien lediglich ein Spiel, das die Mannschaft mit 1:0 gegen Malta gewann. Den am 30. Juni 2009 auslaufenden Vertrag verlängerte die neue Verbandsführung jedoch nicht.
Im September 2009 trat Straka das Traineramt beim slowakischen Erstligisten MFK Ružomberok an, zur Saison 2010/11 übernahm er den Trainerposten beim australischen A-League-Klub North Queensland Fury.

## Sonstiges
Frantisek Straka ist deutscher Staatsbürger.